# Vrhpolje (Vipacco)
Vrhpolje (in italiano tra le due guerre Verpogliano; nel XIX secolo in tedesco Oberfeld; in friulano Verpoian) è un centro abitato della Slovenia, frazione del comune di Vipacco. È capoluogo di una comunità locale, che include anche i vicini insediamenti di Duplje e Sanabor.

## Storia
In epoca asburgica il centro abitato costituiva un comune catastale autonomo del Ducato di Carniola (a sua volta inserito sino al 1849 nel Regno d'Illiria). Il comune includeva anche il vicino villaggio di Duplje (in tedesco Duple). La località era nota con il toponimo tedesco di Oberfeld e con quello sloveno di Vrhpolje (o Verhpolje). Nella seconda metà del XIX secolo il comune venne in un primo tempo aggregato a quello di Vipacco (Vipava, Wippach), ma nell'ultimo decennio del secolo riacquistò la propria autonomia. Dal punto di vista amministrativo il comune era inserito nel distretto giudiziario di Vipacco e in quello politico di Postumia (Postojna, Adelsberg).
Nel 1920, in seguito alla prima guerra mondiale e al Trattato di Rapallo, passò, come tutta la Venezia Giulia, al Regno d'Italia; il toponimo venne italianizzato in Verpogliano, e il comune venne inserito nel circondario di Gorizia della provincia del Friuli. La circoscrizione territoriale rimase in un primo tempo la medesima che in epoca asburgica, includendo ancora la frazione di Dobbia/Duple (Duplje). Nel 1927 passò alla nuova provincia di Gorizia. Nel 1928 il governo Mussolini annesse il paese al comune di Vipacco.
Nel 1947, in seguito alla seconda guerra mondiale e ai Trattati di Parigi, il territorio passò alla Jugoslavia. Dal 1991 Vrhpolje fa parte della Slovenia.